# Rosana Elisabeth de Montfort
Rosana de Montfort (* 5. října 1973 Ostrava) je česká malířka, sochařka, designérka, kurátorka a galeristka. Členka umělecké skupiny Magnus Gradus, představitelka neo-dystopické a post-humanistické tvorby v Česku.

## Život
Rosana de Montfort je rodačka z Ostravy, která tvoří od raného dětství pod vlivem mentorů, vzorů a učitelů jako jsou akad. mal. Karel Žaluda, Věra Špánová-Boudníková, Jiří Stejskal, David John Lloyd, Jaroslav Domiter a Ladislav Maria Wagner. Její obrazy vyvolávaly kontroverzní názory mezi pedagogy a její fantaskní tvorba v době vrcholného komunismu nebyla přijata pozitivně. Vystavovala nejen v rámci studia na umělecké škole v Ostravě, Blahoslavově ulici, ale i samostatně v prostorách kulturních středisek, jakým bylo Divadlo Hudby (dnešní Stará Aréna v Ostravě), vestibulů průmyslových budov a školách. Po studiu na Gymnáziu Hladnov a Střední Umělecko-průmyslové škole v Ostravě-Porubě, které neukončila, se v roce 1991 odstěhovala do zahraničí.
V roce 1993 se účastnila kolektivních výstav v mnichovských kavárnách a restauracích. Zlom v její tvorbě nastal s výstavou v Kunstpark Ost v Mnichově, dnešním kulturním centrem pro zábavu a kulturu Kultfabrik. V roce 2001 se podílela na kultovních Street Art Jamech v Praze.
Od roku 2003 žije a pracuje ve Spojeném království. Její díla jsou žádaným přírůstkem nejen domácích, ale i zahraničních sběratelů. Kromě 3D umění vytváří také street art kulisy a graffiti. Také se uplatnila v hudební produkci britských televizních kanálů Channel U, BBC Channel 4 a Lion TV.
 Pokud jde o styly, neomezuje se na trend nebo módní vlnu. Někdy zvolí realistickou malbu neskutečných věcí a naopak reálný svět tvoří rychlými dynamickými špachtlemi. Média, které používá pro své obrazy, jsou většinou plátno, akryl, olejové barvy, syntetika, písek a omítka, laky a tužky. V plastice a sochařství dává přednost materiálům jako je expansní pěna, akryl, sklo, cement, polyuretan, hliník a dřevo. 
Její působiště se v roce 2012 rozpůlilo mezi Spojené království a v Česko. Nynější druhotné obydlí na Novojičínsku se stalo domovem jejích dovedností i v architektuře a interiérovém designu, kde prokládá stoleté dřevěné konstrukce moderním minimalismem.
Mimo svou tvorbu také spolupracuje s kurátory zámků, NPÚ a se zastupitelstvy měst na benefičních projektech.
V roce 2019 vytvořila repliku obrazu blahoslaveného Česlava Odřivouse (patrona rodu Sedlnitzkých). Tento dvouapůlmetrový obraz, malováný olejem na plátně, byl umístěn zpět na zdi bíloveckého zámku ve spolupráci s kastelánem a kurátorem Eduardem Valešem za účasti členů zámecké gardy. Obrazu patrona, který má za úkol toto šlechtické sídlo ochraňovat od všeho zlého, požehnal i bílovecký děkan P. Ing. Mgr. Lumír Tkáč.
V roce 2023 věnovala Zámku Bílovec kolekci reprodukcí barokních portrétů rodové galerie majitelů sídla ve spolupráci s kastelánem Eduardem Valešem. Série portrétů činí 23 olejomaleb a bude se nadále rozrůstat. Zámek Bílovec se tímto stane jedním z velmi mála historických sídel s rodovou obrazárnou malovanou jedním žijícím autorem. Projekt byl podpořen NPÚ, který vydal povolení pro reprodukci dobových maleb. 

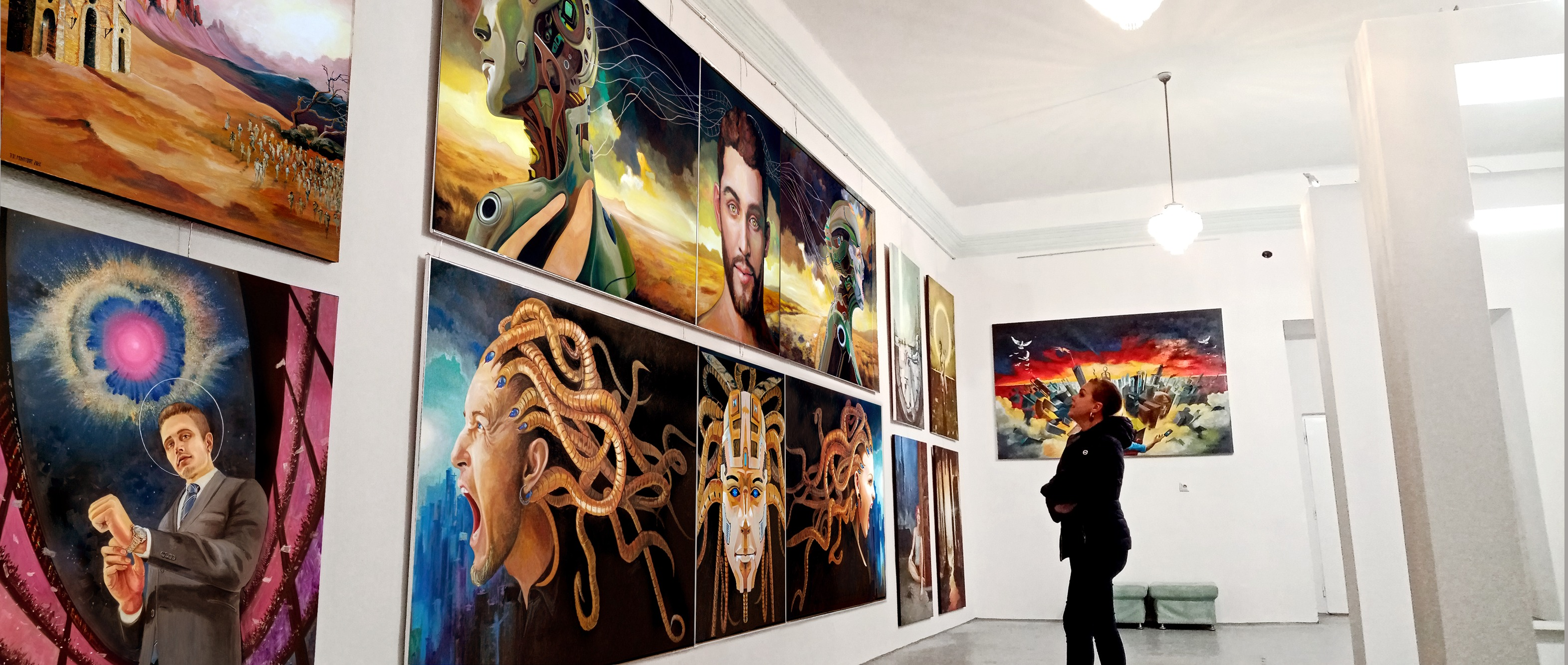
Zimní depozitář většiny obrazů určené pro výstavy se setkávají v Galerii MORITZ.

Aktuálně vystavuje na českém území kolem 100 maleb, pořádá výtvarné kurzy a vyučuje na gymnáziu. Jako spolumajitelka firmy DE MONTFORT ART spolupracuje s mezinárodními institucemi, galeriemi a sběrateli za účelem změnit život kolem k lepšímu. Díky účasti na neziskových projektech získala několik ocenění včetně uznání z Bílého Domu a ocenění městské rady San Francisca a rady města Bílovec. Za účast na mezinárodních výtvarných soutěžích byla odměněna několika cenami.
Ve svém volném čase pomáhá ve vývoji kulturního programu města Bílovec vedením výtvarných projektů a výstav v Galerii MonAmi a Galerii MORITZ.

### Ocenění
- Certifikát Zásluh od zastupitelstva města a kraje San Francisca 2010
- “President´s Volunteer Service Award” od Barracka Obamy 2010
- Mezinárodní cena Velazquez, MAOM Barcelona 2019
- Mezinárodní cena Michelangelo v Rímě 2019
- Finalistka “International Contemporary Masters“ Santa Barbara Červen 2019
- Finalistka “International Contemporary Masters“ Santa Barbara Srpen 2019
- Ocenění zastupitelstva města Bílovce za zásluhy v kultuře 2021
- Finalistka “Circle Art Awards” Circle Art Foundation Paris 2022

## Galerie MORITZ

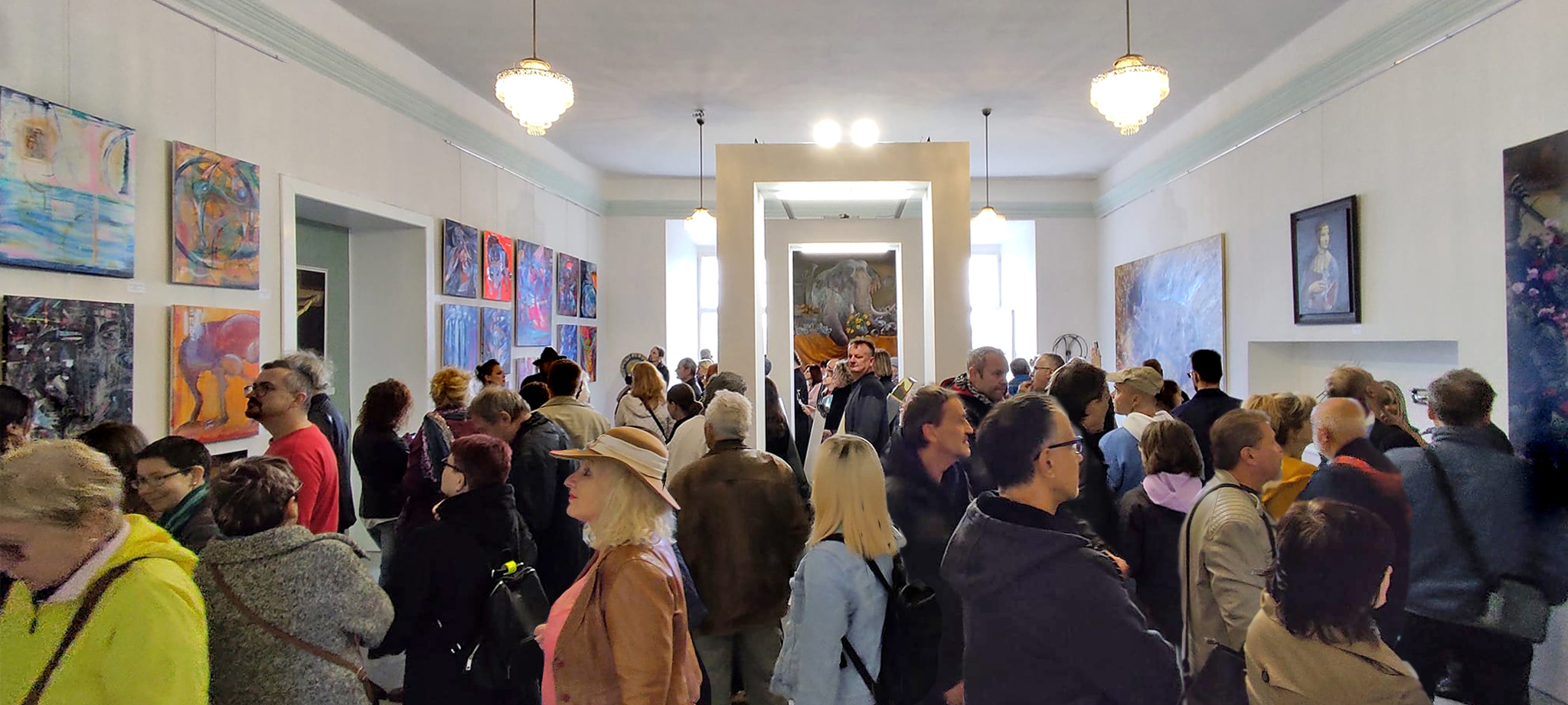
Na výstavu v Galerii MORITZ na Zámku Bílovec se přišli podívat milovníci umění nejen z České republiky, ale i ze zahraničí.

V roce 2021 započala projekt Galerie Moritz, kterou ve spolupráci s Eduardem Valešem, kastelánem Zámku Bílovec, vybudovala v sále barokního skvostu města Bílovec. Historický interiér byl citlivě obohacen o architektonický prvek "BRÁNY", které posunuly galerijní design do stylu vhodného pro prezentaci současného umění. Galerie MORITZ je nyní vyhledávaným cílem v Moravskoslezském Kraji pro svou organickou dramaturgii a situovanost v zámeckém komplexu historického jádra města Bílovec.

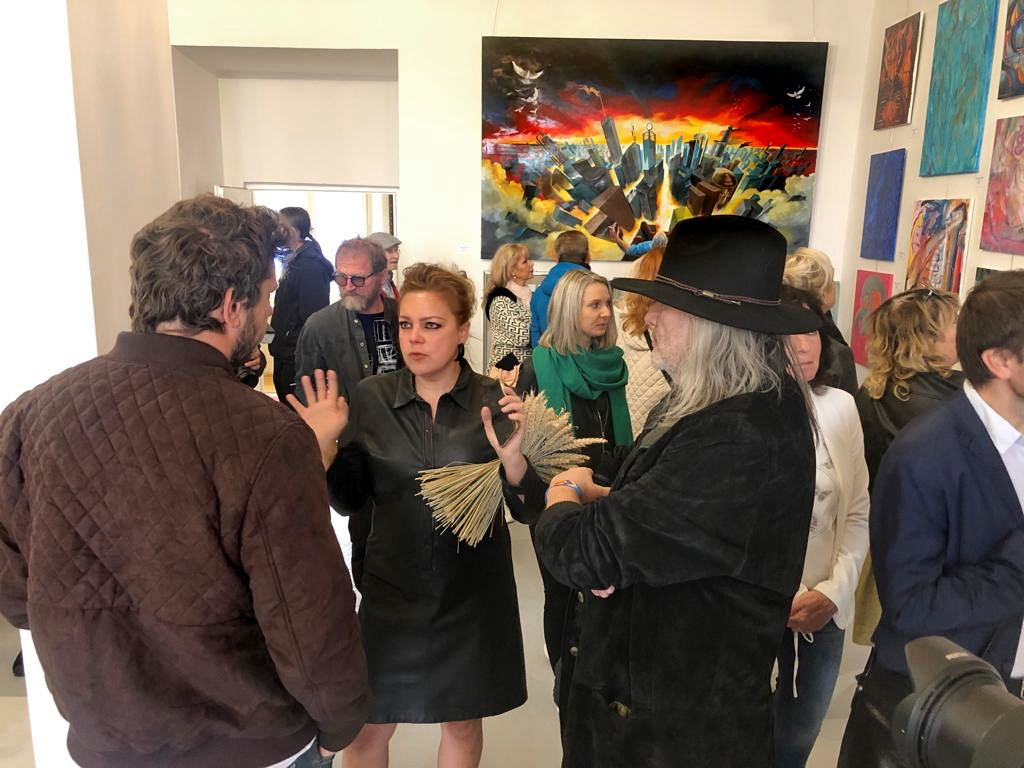
Vystavující v Galerii MORTIZ, Michal Janovský (český surrealista, malíř a lektor), Radomír Bárta (umělecký kovář a sochař), Rosana de Montfort (malířka, designérka, kurátorka a galeristka), Jaroslav Jerry Svoboda (abstraktní malíř a symbolista).

Galerie uvítala při svém zrodu již několik projektů. V roce 2021 zde představila projekt ROMY&ROSE s Romanou Štryncl. Je to koncept dvou žen, které se potkaly na soutěži MISS ČESKOSLOVENSKO 1991, za účelem pomáhat zvířecím útulkům. Autorem konceptu benefiční aukce ve spolupráci s organizacemi pro záchranu zvířat je Romana Štryncl, která svými projekty přispěla přes milion korun. Daruje do veřejných akcí obraz zvířecího hrdiny z daného útulku, ke kterému napíše spisovatelka Lucie Hlavinková pohádku. Obraz dostane kmotra-kmotřenku, pro tento účel oslovuje Romana známé osobnosti z kulturní sféry. Logistickou a kurátorskou úlohu v projektu má Rosana de Montfort, která se stará o oslovování hostitelů, jimiž jsou běžně památkové instituce.
Dalším významným projektem byla expozice pod pracovním názvem "SETKÁNÍ V ČASE", výstavní projekt výtvarné skupiny Magnus Gradus, jejíž členy jsou Jaroslav Jerry Svoboda (Praha, Toronto), Radomír Bárta (Brno, Sebranice), Rosana Elisabeth de Montfort (Londýn, Bílovec). Jako hosta si členové skupiny vybrali legendárního českého surrealistu Michala Janovského. Výstavu shlédlo něco přes 3000 návštěvníků z Česka, Německa, Polska, Velké Británie a Japonska.

## Magnus Gradus
Umělecká skupina MAGNUS GRADUS byla založena 5.5.2022 v Praze, ve spolupráci s kolegou umělcem, Jaroslavem Jerrym Svobodou. Později se jeho členem stal také brněnský sochař a umělecký kovář, Radomír Bárta.

## ROMY&ROSE
Projekt ROMY&ROSE je činem dvou žen, které se potkaly na soutěži MISS ČESKOSLOVENSKO 1991 a schází se v druhém ročníku společného výtvarného projektu za účelem pomáhat.
Brněnská rodačka Romana Štryncl, postupně oslovuje prověřené útulky po celé ČR, namaluje jimi vybranou kočku, obraz draží po dobu trvání výstavy na stránkách útulku a celá částka jde přímo na jeho účet. První výstava spojená s aukcí obrazu pro kočičí útulek proběhla v Divadle Bolka Polívky v roce 2013. “Celý projekt funguje nejen jako jednorázové získání finanční částky, ale přibližuje problematiku útulkových zvířat, propojuje lidi a věřím, že vede i k zamyšlení a větší všímavosti.”
Rosana pomáhá lidem, kteří se chtějí kreativně vyvíjet. V benefičních akcích spolupracuje s vedením města Bílovce a NPÚ na projektech pro vývoj výtvarného cítění bez hranic. Bez hranic proto, neboť dává šanci každému bez ohledu na věk, styl, či pokročilost, se umělecky vyjádřit. Její slova “v každém z nás je umělec” začínají vyučovací hodiny nejen v zámeckých plenérech, ale i školách a ateliérech. Za své zásluhy byla odměněna několika cenami městskými radami a kulturními institucemi u nás i v zámoří.
Projekt ROMY&ROSE probíhal na Zámku Bílovec v Galerii Moritz v roce 2021 ve spolupráci s kastelánem Eduardem Valešem. Váženým hostem byla zpěvačka Tanja z rokové skupiny Citron.
V červnu 2022 probíhal druhý ročník na Zámku Lysice ve spolupráci s paní kastelánkou Martinou Rudolfovou a  kmotrem obrazu byl Robert Křesťan.
V roce 2023 bude třetí ročník probíhat v Kroměříži ve spolupráci s místním útulkem Zatoulané Štěstí.

## Cena města Bílovce

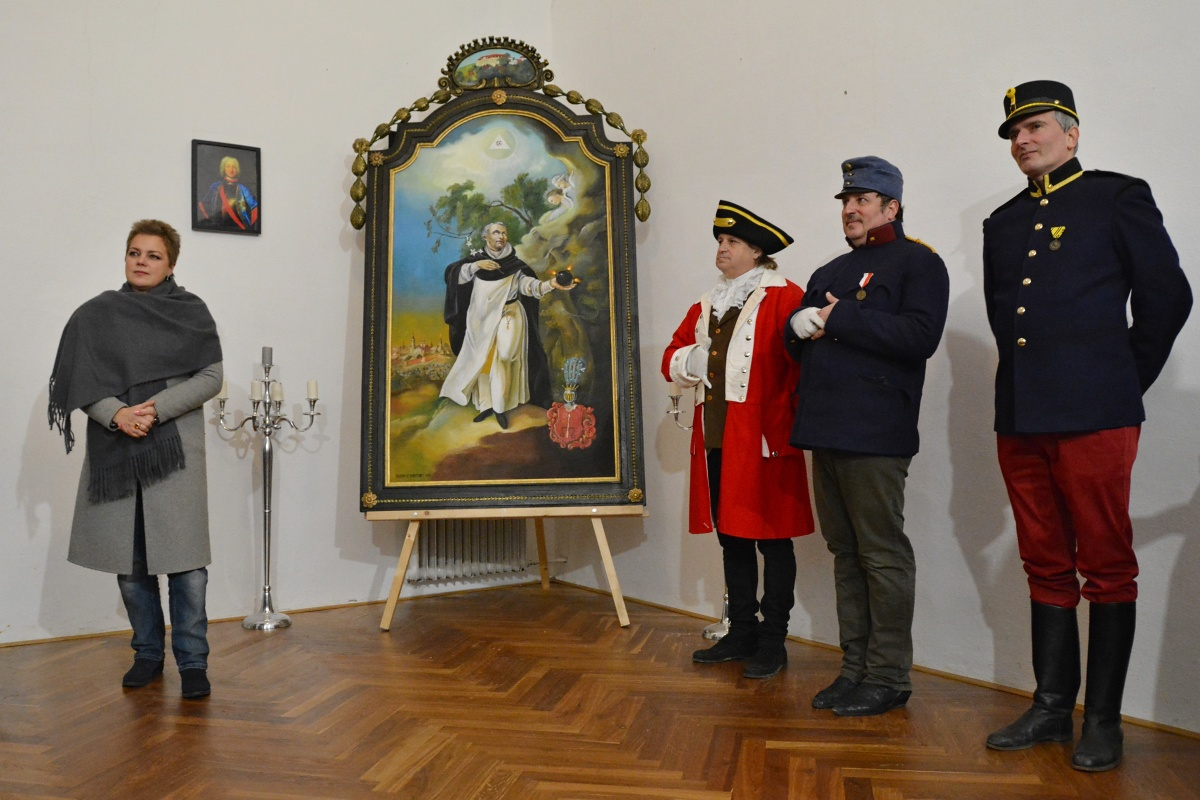
V sobotu 7. prosince se do bíloveckého zámku vrátil po osmdesáti letech obraz blahoslaveného Česlava Odřivouse (patrona rodu Sedlnitzkých), a to díky spojeným silám místního kastelána Eduarda Valeše a věhlasné malířky Rosany de Montfort.

V roce 2021 roce proběhlo ocení osobností podle nově schválených pravidel a oceněným občanům byla udělena „Cena města Bílovce“ a „Čestné občanství“. Jedním z oceněných byla Rosana de Montfort za její přínos pro město Bílovec v oblasti reprezentace zámku i města Bílovce. Rosana je autorkou několika obrazů, které věnovala zámku Bílovec, podílí se na aktivitách se zámkem spojených, je členkou ochotnického souboru Odřivous. Je autorkou nově vzniklé galerie v prostorách zámku, která získala mezinárodní ohlas. Rosana má na kontě desítky výstav samostatných a společných doma i po celém světě, před sebou řadu nasmlouvaných výstav pro české a zahraniční publikum. V rámci propagace malířství zahájila u příležitosti Dne dětí na Slezském náměstí projekt BLOKi, který bude putovat po okolních městech i obcích, aby za rok vzniklo v Bílovci velké dílo s názvem – Doma.

## Významná díla
- Leap of Faith – soukromá sbírka v Sydney[8]
- Ice Lake City – soukromá sbírka v Irvine[9]
- I am Waiting – soukromá sbírka v Bílovci[10]
- Space Cherry – oceněn International Prize Velazquez 2019, ve vlastnictví autorky, Bílovec[11]
- 05.10.2020 – soukromá sbírka v rezervaci, Abu Dhabi[12]
- Some Things Never Change – oceněn International Prize Michelangelo, Brancaccio Palace, Řím, 2019, ve vlastnictví autorky, Bílovec[13]
- My Living Treasure - Obraz se stal maskotem MEZINÁRODNÍHO DYSTOPICKÉHO SYMPOSIA na Tufts University v Bostonu v Massachusetts ve Spojených státech.

## Výstavy a projekty
Podle zdroje:
3.10. – 30.11.2018 Art center Martello Tower, skupinová výstava, Essex, United KIngdom
3.8 – 5.8.2018 Zámek Bílovec, samostatná výstava a přednáška na PARCON 2018
21.2. – 25.3.2019 Muzeum a Galerie Mlejn, „Zjevení“ samostatná výstava, kur. Eda Riedl, Ostrava
27.4. – 31.8.2019 Zámek Bílovec, samostatná výstava k 10letému jubileu, kur.rdm
1.6.2019 Vinárna pod Pálavou, Dolní Náměstí, Olomouc, stabilní samostatná výstava
1.9. – 31.10.2019 Galerie Chagall, samostatná výstava, kurátorka Alena Stodolová
16.10.2019 Yacht Club, Frinton-on-Sea, UK, skupinová prodejní výstava
21.9.2019 Essex County ART REVIEW, UK, benefiční skupinová výstava „Hello Harwich“ 
7.12.2019 Slavnostní odkrytí reprodukce původní malby Bl. Česlava Odrowas, Zámek Bílovec
13.12.2019 Martin Café, Nový Jičín, stabilní samostatná výstava
1.8.2019 – 1.7.2020 Galerie Petra Brandla, Praha 1, vybraná díla
13.6. – 31.8.2020 Zámek Bílovec, samostatná výstava „Oslovy“ kur.rdm
12.6. – 3.9.2021 ROMY&ROSE, výstava s Romanou Štryncl, Zámek Bílovec, kur.rdm
18.7. – 30.10.2021 MEZISVĚTY, Rosana a Russell de Montfort, Obrazy, Zámek Kunín, kur.rdm
5.9. – 5.10.2021 Benefiční výstava, triptych „3 Ženy“, Klášter Skalka, Mníšek pod Brdy
4.9. – 8.11.2021 Výukový program pro děti na Gymnáziu Mikoláše Kopernika v Bílovci
1.10. – 31.1.2022 Bárta-Montfort-Kořistková, výstava obrazů, Galerie Silvie Kořistková, Orlová
11.11. – 31.5.2022 Projekt ARTVÁRIUM, Kurátorka Reny Mužíková, Pasáž Českého Designu Praha, výstava konceptuálního velkoformátového triptychu „PEACEFUL ALTERNATIVE“
20.2. – 20.3.2022 „V KLUSU MĚSTEM“ samostatná výstava, Galerie MonAmi, Bílovec, kur.rdm
29.3. – 5.4.2022 Výukový program pro dorostence na Gymnáziu Mikoláše Kopernika v Bílovci
21.5. – 24.6.2022 Zámek Lysice – 2. ročník výstavy projektu ROMY&ROSE s Romanou Štryncl, kur.rdm
1.8. – 30.9.2022  Dům kultury Kroměříž, samostatná výstava „DULCE DYSTOPIA“, kurátor Robert Rohál
17.9. – 31.10.2022 Zámek Bílovec, ArtGalerie Moritz, skupinová výstava pod názvem „SETKÁNÍ V ČASE“, Jaroslav Jerry Svoboda, Michal Janovský, Radomír Bárta, Rosana de Montfort, kur.rdm
3.9. – 31.11.2022  Galerie FELIDAE, Kafé Schrödinger Brno, „POSUN ČASU“, samostatná výstava, kurátorka Romy Štryncl
10.10.2022 Projekt „DEJME SI ŠANCI“ –  benefiční projekt na podporu Galerie pro onkologické pacienty, Praha
24.11. – 28.1.2023  Galerie Hřivnáč, Filozoficko-humanistický konceptualistický projekt Libora Hřivnáče „NA JEDNÉ  LODI. NA JEDNOM BŘEHU.“,  skupinová výstava, Opava
5.12. – 31.12.2022 Galerie Silvie Kořiskové, samostatná výstava obrazů, Orlová
1.11. – 14.3.2023 ArtGalerie Moritz – zimní depozitář svých velkoformátových obrazů, Zámek Bílovec
16.3. – 22.4.2023 Galerie Hřivnáč, “ČASOVÁ OSA“, samostatná výstava maleb a plastik, kurátor Libor Hřivnáč, Opava
1.5. – 22.4.2023 Kulturní Dům STŘECHA, „JISTÉ KROKY“, samostatná výstava maleb, kurátor Milan Fíšr, Vrbno pod Pradědem
5.5. – 30.6.2023 Galerie pro onkologické pacienty, „OČI VPŘED“, samostatná výstava maleb a plastik, kurátorka Irena Kraftová, Praha
1.8. – 31.8.2023 Arcibiskupský Zámek „ROMY&ROSE“ 3. ročník benefičního projektu/ výstavy s Romanou Štryncl, kur.rdm, Kroměříž
14.9. – 19.11.2023 Slezskoostravská Galerie „POLOČAS“, samostatná výstava velkoplošných maleb a plastik, úvodní slovo Libor Hřivnáč, Ostrava
Prosinec 2023 – Leden 2024 Galerie Felidae, kurátorka Romana Štryncl, Brno